# Dennis Russell Davies
Dennis Russell Davies (Toledo (Ohio), V.S., 16 april 1944) is een Amerikaans dirigent en pianist.

## Opleiding
Hij studeerde piano en orkestdirectie aan de Juilliard School of Music in New York waar hij zijn doctoraat ontving.

## Activiteiten
Hij is een bekend interpretator van levende componisten en hedendaagse klassieke muziek, waaronder Hans Werner Henze, William Bolcom, Lou Harrison, Alan Hovhaness, John Cage, Philip Glass, Gia Kantsjeli, Arvo Pärt, Virgil Thomson en Aaron Copland. Hij gaf opdracht voor nieuwe composities en heeft de eerste uitvoeringen geleid en opgenomen van vele stukken van nog levende componisten, alsook het standaard klassieke repertoire. Noemenswaardig zijn de opnames van Coplands Appalachian Spring met het Saint Paul Chamber Orchestra in 1979, waarvoor hij een Grammy Award won; Arvo Pärts Fratres en Miserere; en vele van de opera's en symfonieën van Philip Glass, waaronder zijn vijfde symfonie die aan Davies is opgedragen. Lou Harrisons 3e symfonie is ook opgedragen aan Davies.
Davies was muzikaal leider van het Saint Paul Chamber Orchestra in de jaren 1972-1980. Samen met de componist Francis Thorne richtte hij het American Composers Orchestra op in New York in 1977. Hij leidde dat orkest tot 2002. Davies was muzikaal leider van de Brooklyn Philharmonic van 1990 tot 1996.
In 1980 ging hij naar Stuttgart in Duitsland, waar hij de algemeen muzikaal leider werd van het Württembergischen Staatstheater (1980-1987). Hij bracht er twee opera's van Philip Glass in première, en voerde daarnaast veel opera's uit uit het standaardrepertoire met vaak innovatieve en ongebruikelijk ensceneringen. Hij werkte samen met vele regisseurs, waaronder Robert Altman in een samenwerking ten behoeve van Salomé in Hamburg. Davies was ook vaste dirigent van het kamerorkest van Stuttgart, het orkest van de Beethovenhalle in Bonn (1987-1995) en het Weens Radiosymfonieorkest. Hij is momenteel chef-dirigent van het Bruckner Orchester Linz en de Opera van Linz vanaf 2002, met een contract tot 2014.
Davies leidde diverse festivalorkesten, waaronder het Aspen Music Festival, het Cabrillo Music Festival, het Saratoga Music Festival, en het Bayreuth-festival, waar hij een productie leidde van de opera Der fliegende Holländer, als de tweede Amerikaanse dirigent ooit, en tevens als een van jongste (1978-1980). Davies is docent orkestdirectie aan het Mozarteum in Salzburg .
In maart 2008 werd Davies benoemd tot de nieuwe dirigent van het Bazel Symfonieorkest, vanaf het seizoen 2009-2010, met een initieel contract van 5 jaar.
Met het Stuttgarter Kammerorchester nam hij voor Sony Music een integrale op van Haydns symfonieën.  